# ゴム・メトロ

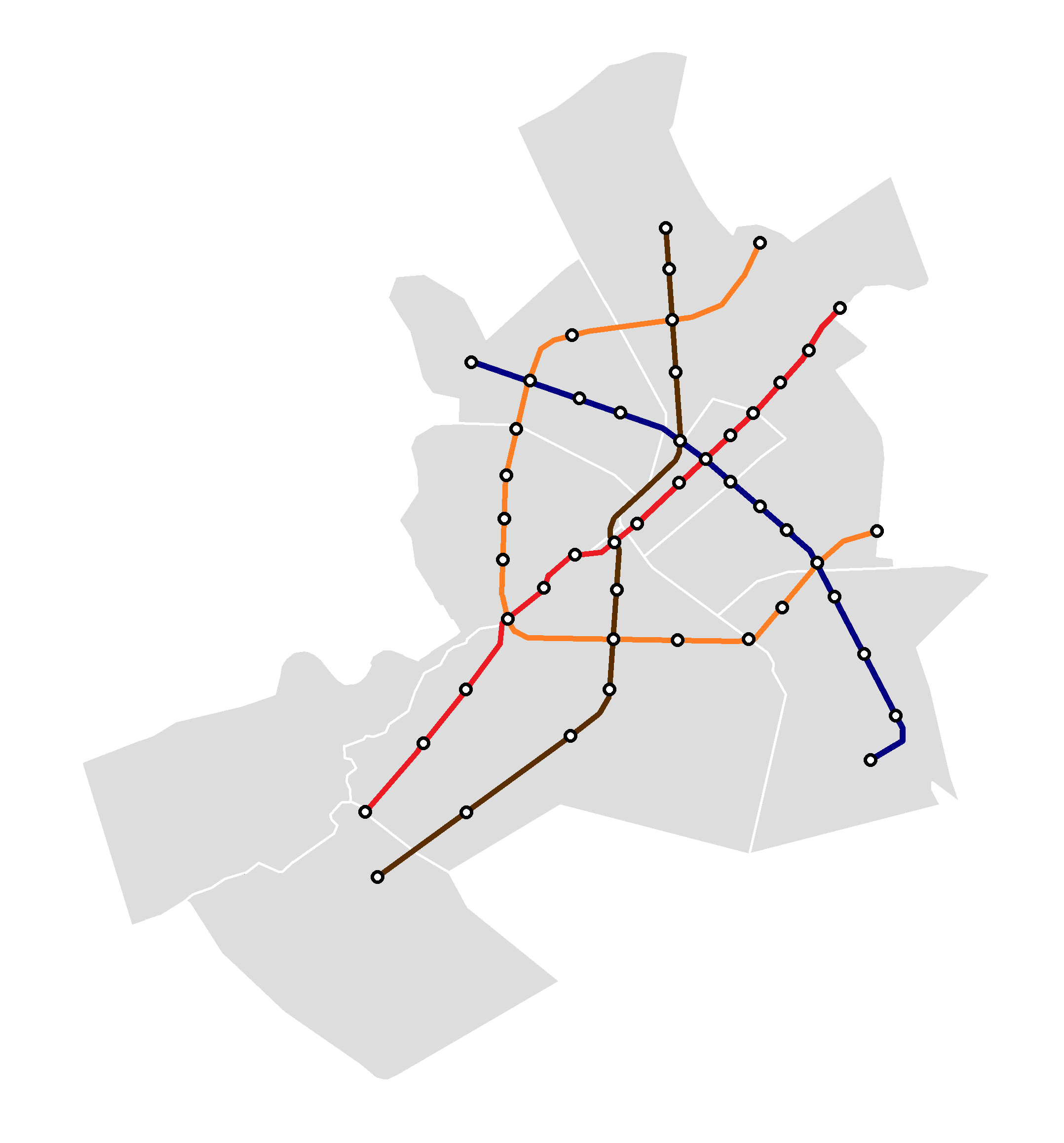
ゴム・メトロの拡張計画

ゴム・メトロ（ペルシア語: متروی قم、英: Qom Metro）は、イラン・イスラム共和国ゴム州ゴム市にて運行されるメトロシステムである。
延長7キロメートルおよび8つの駅のモノレール路線、延長14キロメートルおよび14つの駅のメトロ路線が現在建設中である。
モノレールの延伸線、2つの新たなメトロ路線が将来構想として検討されている。

## 路線

### M号線
ゴム・メトロのM号線は現在建設中である。
当路線は市内のモノレール路線である。
当路線は元々市内の東西にまたがる計画であったが、現在の路線長に短縮されており、後に更なる検討のために延伸が保留となっている。
当路線はファーティマ・マスメフ廟とゴム川の上流および下流地点を結んでいる。

### A号線
ゴム・メトロのA号線は2019年3月に開業予定である現在建設中の地下鉄メトロ路線である。
当路線は延長14キロメートルで14つの駅があり、市内の北端からファーティマ・マスメフ廟の近くにあるゴム駅付近を通過し、南はジャムカラン・モスクに至る。

## その他の路線
建設に向けては2つの他メトロ路線が検討されている。